# Vuohisaari (ö i Södra Savolax, S:t Michel, lat 61,40, long 26,92)
Vuohisaari är en ö i Finland. Den ligger i sjön Kallavesi och i kommunen Mäntyharju i den ekonomiska regionen  S:t Michel och landskapet Södra Savolax, i den södra delen av landet, 170 km nordost om huvudstaden Helsingfors. Öns area är 16,3 hektar och dess största längd är 0,8 kilometer i nord-sydlig riktning.